# Mammillaria beneckei
Mammillaria beneckei är en kaktusväxtart som beskrevs av Christian Gottfried Ehrenberg. Mammillaria beneckei ingår i släktet Mammillaria och familjen kaktusväxter. Inga underarter finns listade i Catalogue of Life.